# Roosville (Columbia Britannica)
Roosville, nella Columbia Britannica, in Canada, è una piccola comunità agricola confinante con lo stato U.S.A del Montana vicino a Lake Koocanusa, all'angolo Sud-Est della Riserva Indiana di Tobacco Plains N. 2. L'attraversamento del confine a Roosville rappresenta un ingresso principale nel Sud-Est della Columbia Britannica dal Nord-Ovest del Montana. Il nome di questa comunità deriva dalla famiglia Roo di coloni pionieri nella zona. Il nome è stato conferito in onore di un membro della famiglia Roo che era il direttore delle poste.
La località in Montana, oltre il confine Canada-U.S.A., è anch'essa denominata Roosville, ed è un Porto di entrata degli Stati Uniti.

## Nome originale dato dai Nativi Americani
Il nome tradizionale in lingua Kutenai (o lingua Ktunaxa) per questo luogo è ¿/u¿/uqa, pronunciato tsoo-tsoo-qa.